# Boa Esporte Clube
Boa Esporte Clube é um clube de futebol brasileiro fundado em Ituiutaba, em Minas Gerais, em 30 de abril de 1947 como Ituiutaba Esporte Clube, tornando-se profissional em 1998.
Em 2011, a equipe se transfere para a cidade de Varginha, passando a jogar sob o nome de Boa Esporte Clube. O "novo" nome do clube não é uma novidade, uma vez que Boa já era o apelido do Ituiutaba e primeiro nome do clube, fundado em 1947 como Boa Vontade Esporte Clube Sua história atual é semeada por uma recente ascensão dentro do futebol estadual.
Em 23 de julho de 2024, o Boa Esporte anunciou seu retorno à cidade de Ituiutaba.

## História
Em 30 de abril de 1947, no salão de festas do Ituiutaba Clube, segundo pavimento, fundaram solenemente o Boa Vontade Esporte Clube, sob a  liderança de Luiz Alberto Franco Junqueira, Saulo de Freitas Barros e Nadim Derze, com o apoio de Pascoal di Rosatto, Abadio Manoel da Costa (Badião), Aziz Abdalla Mussa, Afif Abdalla Mussa, Paulo Chaves, João Nina, José Batista Ferreira (Zé Padre), Roque de Souza Bastos, Giberto Vilela Cancella (Bete Cancela), Roney Dantas de Brito, Jacob Nicolau Tahan, Gastão Vilela França, Gilson Vilela Cancella (Nenê Cancella), Pedro de Freitas Barros, Manoel  Ribeiro de Oliveira (Neca), João Batista Castanheira (Cumba), Sidney de Souza, Ari Rodrigues da Cunha, Juarez Alves Muniz (I), Ardelino Ferreira (Tingo).
O nome Boa é, portanto, o primeiro nome do Ituiutaba Esporte Clube, que teve como primeiro presidente o jovem Luiz Alberto Franco Junqueira. No seu primeiro ano de existência, o Boa ganhou o torneio da Taça Philco, oferta de Gildo Vilela Cancella. No mesmo ano de 1947, o Boa passou a denominar-se Ituiutaba Esporte Clube. O clube possui hino próprio, elaborado por Lourival Balduíno do Carmo (conhecido como Barão Barbeiro), natural de Uberaba e autor também do hino do Uberaba Sport Club.
Em 1998, se torna profissional e joga pela primeira vez a segunda divisão do Campeonato Mineiro, caindo ainda na primeira fase. Mas acaba ascendendo ao Módulo II do Campeonato Mineiro juntamente com o Atlético Clube de Três Corações, o Ipatinga Futebol Clube e a Sociedade Esportiva Guaxupé, pela desistência de várias equipes que iriam disputar este campeonato.
Em 2004, o Ituiutaba vence o Módulo II do Campeonato Mineiro. No ano seguinte, após boa campanha na Primeira Divisão mineira, classifica-se para a Série C do Campeonato Brasileiro, onde joga com equipes tradicionais do interior de São Paulo na primeira fase. Classifica-se para a fase seguinte, onde é eliminada pelo Villa Nova.
Em 2006, o Ituiutaba faz mais uma ótima campanha e por pouco não se classifica para as semifinais do campeonato estadual. Como em 2005, participou do Campeonato Brasileiro da Série C. Mas foi eliminado logo na segunda fase. 
Em 2007, a diretoria contrata o ex-goleiro da seleção chilena, Roberto Rojas, para comandar a Equipe no Mineiro, porém não consegue bons resultados e quase é rebaixado para o Módulo II. Mas no mesmo ano, o time da a volta por cima. A diretoria contrata bons jogadores para a Taça Minas Gerais e consegue o título inédito na Fazendinha.
Em 2008, o clube chega aos seus dez anos de profissionalismo. Após manter a base da Taça Minas Gerais, consegue o 4º lugar inédito no Campeonato Mineiro, e a vaga para as semifinais. No primeiro jogo, o Ituiutaba mandou seu jogo no Mineirão (por questões financeiras) e conseguiu um empate incrível com o Cruzeiro (4–4, após estar perdendo por 4–1). No Segundo jogo (novamente no Mineirão, só que desta vez com mando de campo do Cruzeiro), o time começa vencendo no primeiro tempo por 1–0. Porém, não aguenta a pressão e o cansaço, e o Cruzeiro vira o jogo em 3–1. Com a 4.ª posição, consegue vaga para série C de 2008 e Copa do Brasil de 2009. O time faz uma campanha ótima na primeira fase da série C, ficando invicto, mas é eliminado na terceira fase da Série C, ficando assim em 10º lugar, garantindo vaga na série C de 2009, que passou a ser disputada por 20 clubes.

### 2009
No Campeonato Mineiro de 2009, o Ituiutaba terminou a primeira fase em 3.º lugar geral, com 20 pontos, atrás apenas de Cruzeiro e Atlético. Em 11 jogos conseguiu 6 vitórias, 2 empates e 3 derrotas. Nas quartas de final, enfrentou o Democrata de Governador Valadares, vencendo as duas partidas, por 1–0 (em casa) e 2–1 (fora). Na semifinal, foi desclassificado pelo Cruzeiro, perdendo as duas partidas, ambas jogadas no Mineirão, por 4–1 e 2–1.
Na Série C de 2009 fez uma campanha razoável. Sem conseguir passar da primeira fase (3.º colocado), ficou em 11º lugar na classificação final. Na Taça Minas Gerais, no entanto, fez a pior campanha de sua história, ficando em último lugar, sem nenhuma vitória.

### 2010
Em 2010, o Ituiutaba foi a equipe com a pior campanha no Campeonato Mineiro, sendo rebaixado para o Módulo II, depois de 6 anos na divisão principal do estadual. O time conseguiu na competição apenas uma única vitória, empatando duas e perdendo as outras oito.
Na Copa do Brasil, foi eliminado logo na primeira fase pelo Goiás. A equipe mineira perdeu a primeira partida no Estádio da Fazendinha por 3–2. Mesmo vencendo o jogo até metade do segundo tempo por 2–1, nos 25 minutos finais, a equipe goiana conseguiu uma virada em duas falhas de marcação. Mesmo com uma péssima campanha no Mineiro 2010, a torcida boveta compareceu e apoiou o time. O segundo jogo foi no Estádio da Serrinha, em Goiânia. A partida terminou sem gols, classificando o time esmeraldino.
Na Série C do Campeonato Brasileiro a equipe surpreendeu e conseguiu um feito inédito em sua história, a ascensão para a Série B. A classificação veio depois de dois empates com a Chapecoense pelas quartas de final. O primeiro jogo, em Santa Catarina, ficou 1–1 e o segundo não teve gols. A equipe mineira então, venceu pela regra do gol fora de casa, por empatar o jogo em 0–0.
Na semifinal, o adversário foi o tradicional Criciúma. O primeiro jogo foi também em Santa Catarina e terminou empatado em 1–1. O segundo foi no estádio Parque do Sabiá em Uberlândia, pois a CBF exige capacidade mínima de 10 mil lugares para esta fase do campeonato. O jogo terminou empatado também em 1–1. Por dois resultados iguais, a partida foi para os pênaltis com a vitória por 4–2 para o Ituiutaba. Na grande final, disputada contra o ABC de Natal, o primeiro jogo foi também no estádio Parque do Sabiá, com a derrota de 1–0 do Ituiutaba. No jogo da volta, o ABC jogou pelo resultado, e a partida terminou empatada sem gols, com o título do ABC.

### 2011
Em 2011, a equipe do Ituiutaba passa a jogar sob o nome de Boa Esporte Clube, devido ao contrato assinado com a Prefeitura Municipal de Varginha que em uma de suas cláusulas exigia a alteração do nome do Ituiutaba para o seu antigo nome: Boa Esporte Clube. O nome é uma referência ao nome original do clube, Boa Vontade Esporte Clube.
Após iniciar mal o campeonato mineiro do Módulo II, o time reagiu e sagrou-se campeão vencendo as duas partidas da final contra o Nacional, time de Nova Serrana, retornando à elite do futebol mineiro. O Boa obteve também, grandes resultados no Campeonato Brasileiro série B, principal campeonato já disputado pelo clube tricolor, ficando na 7.ª posição, quatro pontos abaixo do grupo de acesso à série A. Sem dúvidas o ano de 2011 foi o ano mais vitorioso do clube de Ituiutaba.

### 2012
Em 2012 o Boa Esporte ficou no meio da tabela no Campeonato Mineiro e não conseguiu repetir a campanha do ano anterior na segunda divisão do Campeonato Brasileiro e lutou praticamente o ano todo contra o rebaixamento. Mesmo assim conseguiu ficar com a 15.ª posição no campeonato, assim garantindo sua vaga para a Série B do ano seguinte.
Nesse mesmo ano o time conseguiu o segundo título da Taça Minas Gerais, derrotando o Villa Nova na final.

### 2013
No ano de 2013 a equipe boveta fez uma péssima campanha no campeonato mineiro. Lutou contra o rebaixamento e termino apenas na 10.ª colocação (uma antes da zona de rebaixamento).
No Campeonato Brasileiro série B, disputou o ano inteiro pelo G-4, mas no final do campeonato teve uma queda de rendimento que o fez terminar apenas em 11.º lugar. A equipe teve um ótimo desempenho no campeonato.
Nessa temporada o Boa Esporte também disputou a Copa do Brasil mas foi eliminado logo na primeira fase pelo Salgueiro.

### 2014
No campeonato Mineiro se sagrou campeão do interior, com um excelente trabalho da Fisioterapia do Clube prevenindo as lesões e contribuindo para tal feito.
O Boa Esporte quase se classificou para a primeira divisão, na última rodada, a equipe boveta só precisaria de uma vitória para o acesso, porém, perdeu de virada para o Icasa, resultado que deixou o Boa na 2.ª divisão de 2015.

### 2015
No ano de 2015, após cinco anos disputando a Série B do Campeonato Brasileiro, o clube foi rebaixado para a Série C após uma péssima campanha, com algumas vitórias no final do segundo turno.

### 2016
Em 2016, sofreu o segundo rebaixamento seguido, dessa vez no Campeonato Mineiro, após 12 anos na elite, a equipe boveta disputou o Campeonato Mineiro - Módulo II, após perder para o Cruzeiro por 3–2, terminando em último colocado. Em 9 de outubro, no Estádio Melão, o Boa Esporte Clube vence o Botafogo - PB por 1–0, com gol de Gênesis aos 50 minutos do 2.º tempo e garante o retorno à Série B do Campeonato Brasileiro em 2017. No dia 5 de novembro, novamente no Estádio Melão, o Boa Esporte Clube venceu o Guarani por 3–0, gols de Samudio, aos 9 minutos do 1.º tempo, Fellipe Mateus, aos 13, e Kaio Cristian, aos 47 minutos do segundo tempo e garante o título da Série C do Campeonato Brasileiro, o maior feito de sua história.

### 2017
O clube se envolve em polêmica nacional após anunciar a contratação do goleiro Bruno Fernandes de Souza, condenado pelo assassinato e ocultação do cadáver de sua ex-namorada, Eliza Samudio (ver Caso Eliza Samudio). Bruno foi libertado da prisão em 24 de fevereiro de 2017 por força de um habeas corpus concedido pelo Ministro do Supremo Tribunal Federal, Marco Aurélio Mello. A decisão do Boa, confirmada no dia 10 de março, foi contestada pelos torcedores do clube e recebeu manifestações contrárias de todo o país. Desde o anúncio da contratação, o Boa Esporte perdeu quatro patrocinadores: o Grupo Gois & Silva, a Cardiocenter Varginha, a Nutrend Nutrition e a Magsul, além da fornecedora de seu material esportivo, a Kanxa. O site oficial do clube chegou a ser hackeado e teve informações sobre partidas substituídas por dados sobre feminicídio e questionamentos da associação das empresas ao jogador.

### 2018
Em 2018, o clube fez uma boa campanha no Campeonato mineiro terminando a primeira fase em 7.° lugar. Nas quartas de final perdeu para o América-MG por 1–0.
Naquele ano o clube também disputou a Série B, terminando a competição na ultima colocação com apenas 30 pontos, com isso a equipe de Varginha foi rebaixada a Série C de 2019
Pela Copa do Brasil 2018 a equipe passou da primeira fase com um empate em 0–0 com o Vitória da Conquista, já na segunda fase acabou derrotado nos pênaltis por 6–5 pelo Goiás, após 0–0 no tempo normal.

### 2019
Em 2019, o clube fez uma boa campanha no Campeonato Mineiro ficando em 4.° lugar na primeira fase. Nas quartas de final venceu o Tombense nos pênaltis e conquistou pela terceira vez o título de Campeão Mineiro do interior. Na semifinal foi eliminado pelo Atlético Mineiro mas ainda assim conseguiu uma vaga na Copa do Brasil de 2020. Pela Copa do Brasil de 2019 o boa decepcionou sendo eliminado logo na primeira fase pelo Foz do Iguaçu.
Na Série C, o clube não foi bem e brigou contra o rebaixamento durante todo o campeonato. Acabou ficando em 8.° lugar do seu grupo e se manteve na terceira divisão brasileira.

### Anos 2020
O clube começou o ano de 2020 com uma campanha razoável no Mineiro, terminando em 7º lugar e se mantendo estável para o Módulo I em 2021. Entretanto, na Série C, a campanha boveta foi extremamente decepcionante: Com apenas 2 jogos vencidos e 15 pontos somados, o corujão foi lanterna de seu grupo, e, consequentemente, rebaixado para a Série D.

### 2021
Em 2021, fez uma campanha fraca no campeonato estadual, terminando em 11º lugar e rebaixado para o Módulo II. Na Série D, contudo, conseguiu ir bem na primeira fase, concluindo em 2º no seu grupo e avançando para a fase seguinte, onde sua campanha acabaria, devido à derrota por 3-1 no agregado contra o União-MT.

### 2022
No ano de 2022, tendo apenas o Módulo II para disputar, o clube terminou a primeira fase em 3º lugar, garantindo vaga para o hexagonal final. Lá, fez uma péssima campanha, terminou em último e perdeu a oportunidade de retornar à elite do futebol mineiro.

### 2023
Em 2023, a história foi semelhante à do ano anterior: Terminou a primeira fase em 4º, mas no hexagonal final ficou apenas em 5º, o que apenas manteve o Boa fora da primeira divisão.

### 2024
2024 marcou o pior momento da história boveta, já que o time fez uma péssima campanha no Estadual e caiu para a segunda divisão do campeonato mineiro (que equivale ao 3º nível). Em julho do mesmo ano, anunciou o seu retorno à Ituiutaba, cidade onde foi originalmente fundado.

## Símbolos
| Evolução do escudo do Boa Esporte Clube  | Evolução do escudo do Boa Esporte Clube | Evolução do escudo do Boa Esporte Clube | Evolução do escudo do Boa Esporte Clube | Evolução do escudo do Boa Esporte Clube | Evolução do escudo do Boa Esporte Clube | Evolução do escudo do Boa Esporte Clube | Evolução do escudo do Boa Esporte Clube |
| 1998-2011 (como Ituiutaba Esporte Clube) | 2011- (como Boa Esporte Clube)          |                                         |                                         |                                         |                                         |                                         |                                         |
| ---------------------------------------- | --------------------------------------- | --------------------------------------- | --------------------------------------- | --------------------------------------- | --------------------------------------- | --------------------------------------- | --------------------------------------- |

## Títulos
| NACIONAIS | NACIONAIS                       | NACIONAIS | NACIONAIS         |
|           | Competição                      | Títulos   | Temporadas        |
| --------- | ------------------------------- | --------- | ----------------- |
|           | Campeonato Brasileiro – Série C | 1         | 2016              |
| ESTADUAIS |                                 |           |                   |
|           | Competição                      | Títulos   | Temporadas        |
|           | Taça Minas Gerais               | 2         | 2007 e 2012       |
|           | Campeonato Mineiro - Módulo II  | 2         | 2004, 2011        |
|           | Campeonato Mineiro do Interior  | 3         | 2009, 2014 e 2019 |

## Estatísticas

### Participações
|  | Participações em 2024 |

| Competição   | Competição           | Temporadas | Melhor campanha             | Estreia | Última | P | R |
| Minas Gerais | Campeonato Mineiro   | 15         | 3º colocado (2009)          | 2005    | 2021   |   | 3 |
| Minas Gerais | Módulo II            | 12         | Campeão (2004 e 2011)       | 1999    | 2024   | 3 | 1 |
| Minas Gerais | Segunda Divisão      | 1          | A disputar (2025)           | 2025    | 2025   |   |   |
| Minas Gerais | Troféu Inconfidência | 1          | Semifinal (2020)            | 2020    | 2020   |   |   |
| Brasil       | Série B              | 7          | 6º colocado (2014)          | 2011    | 2018   | – | 2 |
| Brasil       | Série C              | 9          | Campeão (2016)              | 2003    | 2020   | 2 | 1 |
| Brasil       | Série D              | 1          | 26° colocado (2021)         | 2021    | 2021   | – |   |
| Brasil       | Copa do Brasil       | 8          | 2ª fase (2017, 2018 e 2020) | 2008    | 2020   |   |   |

### Campanhas no Campeonato Mineiro
Abaixo as classificações finais da equipe nas participações do Campeonato Mineiro a partir de 2005.
| Ano  | Pts | J  | V | E | D | GP | GC | SG  | %     | Classificação |
| ---- | --- | -- | - | - | - | -- | -- | --- | ----- | ------------- |
| 2005 | 14  | 11 | 3 | 5 | 3 | 17 | 16 | 1   | 42,42 | 6º            |
| 2006 | 18  | 11 | 6 | 0 | 5 | 18 | 18 | 0   | 54,54 | 5º            |
| 2007 | 11  | 11 | 3 | 2 | 6 | 10 | 17 | -1  | 33,33 | 9º            |
| 2008 | 20  | 13 | 5 | 5 | 3 | 19 | 19 | 0   | 51,28 | 4º            |
| 2009 | 20  | 15 | 8 | 2 | 5 | 25 | 23 | 2   | 44,44 | 3º            |
| 2010 | 5   | 11 | 1 | 2 | 8 | 4  | 24 | -20 | 15,15 | 12º           |
| 2012 | 12  | 11 | 3 | 3 | 5 | 9  | 10 | -1  | 36,36 | 8º            |
| 2013 | 11  | 11 | 3 | 2 | 6 | 12 | 19 | -7  | 33,33 | 10º           |
| 2014 | 16  | 11 | 5 | 1 | 5 | 12 | 14 | -2  | 48,48 | 4º            |
| 2015 | 11  | 11 | 2 | 5 | 4 | 8  | 10 | -2  | 33,3  | 7º            |
| 2016 | 10  | 11 | 3 | 1 | 7 | 12 | 22 | -10 | 30,3  | 12º           |
| 2018 | 14  | 12 | 4 | 2 | 5 | 5  | 10 | -5  | 34,3  | 7°            |
| 2019 | 20  | 14 | 5 | 5 | 4 | 22 | 22 | 0   | 47,6  | 4º            |
| 2020 | 15  | 12 | 3 | 6 | 3 | 12 | 12 | 0   | 41,6  | 7º            |
| 2021 | 8   | 11 | 2 | 2 | 7 | 8  | 14 | -6  | 24,2  | 11º           |

## Sedes e estádios

### Estádio
Em Ituiutaba, jogava no Estádio da Fazendinha, que acabou sendo preterido na série C de 2010 por não atender a capacidade de 10 mil torcedores. Quando se mudou para Varginha em 2011, o time mudou seus mandos de jogos para o Estádio Municipal de Varginha, conhecido por Melão.  Em 2016, para pagar uma dívida trabalhista, a Fazendinha foi penhorada, e em 2021 passou por um leilão.
Em 2010 a equipe adquiriu uma área de 2 alqueires (96 mil metros quadrados) para a construção de seu novo estádio, com capacidade inicial de 20 mil espectadores. O responsável pelo projeto é o arquiteto Carlos Novaes. A previsão seria construir vestiários, sanitários, cabines para transmissão de emissoras de rádio e TV, estacionamento de veículos, bares e lanchonetes. A estrutura das arquibancadas deve ser construída sobre os taludes da escavação. Em 2021, o agora  Estádio Municipal Júlia do Prado estava em construção.
Em 2024, o Boa Esporte vendeu o Estádio da Fazendinha em Ituiutaba para a rede Supermecados BH. Sendo assim, o clube adquiriu uma área nobre na cidade de Ituiutaba para a construção de futuras instalações do clube, tais como um novo estádio e um centro de treinamento para a equipe. A área comprada estima-se 4 alqueires (192 mil metros quadrados).
Em 2025, em parceria com a Associação Esportiva Ituiutabana (A Veia), fechou-se um acordo para que o Boa mande seus jogos no Estádio Coleto de Paula, uma vez que o Estádio Municipal Júlia do Prado não será entregue a tempo.

## Torcidas

### Torcidas organizadas
- Avalanche Tricolor (Ituiutaba)
- Corujão do Pontal (Ituiutaba)
- Fúria Tricolor (Varginha)